# Caso Loving contra Virginia
El caso Loving contra Virginia, U.S. 1 (1967), fue un caso judicial sobre derechos civiles, llevado ante la Corte Suprema de los Estados Unidos, que en la sentencia del mismo sentó jurisprudencia invalidando las leyes que prohibían el matrimonio interracial en los Estados Unidos. 
El caso involucró a Mildred Loving, una mujer de color, y su esposo blanco, Richard Loving, quienes en 1958 fueron sentenciados a un año de prisión por casarse entre sí. Su matrimonio violó la Ley de Integridad Racial de Virginia de 1924, que penalizaba el matrimonio entre personas clasificadas como "blancas" y personas clasificadas como "de color". Los Loving apelaron su condena ante la Corte Suprema de Virginia, que la confirmó. Luego apelaron a la Corte Suprema de los Estados Unidos, que accedió a escuchar su caso.
En junio de 1967, la Corte Suprema emitió una decisión unánime a favor de los Loving y anuló sus condenas. Su decisión anuló la ley contra el mestizaje de Virginia y puso fin a todas las restricciones legales sobre el matrimonio basadas en la raza en los Estados Unidos. Virginia había argumentado ante el Tribunal que su ley no era una violación de la Cláusula de Igual Protección porque el castigo era el mismo independientemente de la raza del delincuente y, por lo tanto, "cargaba por igual" tanto a los caucásicos como a los no caucásicos. El Tribunal determinó que, no obstante, la ley violaba la Cláusula de Igual Protección porque se basaba únicamente en "distinciones establecidas de acuerdo con la raza" y conductas prohibidas, a saber, la de casarse, que por lo demás eran generalmente aceptadas y que los ciudadanos eran libres de hacer.
El fallo provocó un aumento de los matrimonios interraciales en Estados Unidos y se conmemora anualmente cada 12 de junio con el Loving Day. Ha sido objeto de varias películas -Loving, entre otras- y numerosas canciones. Asimismo, desde 2013 comenzó a citarse como precedente en discusiones relativas a las restricciones al matrimonio entre personas del mismo sexo en Estados Unidos, incluyendo el fallo de 2015 del caso Obergefell contra Hodges que legalizó el matrimonio entre personas del mismo sexo en todo el país.

## Antecedentes

### Leyes contra el mestizaje en los Estados Unidos
Las leyes contra el mestizaje habían estado vigentes en ciertos estados desde el período colonial. Durante la era de la Reconstrucción en 1865, los Códigos Negros en los siete estados del sur inferior hicieron ilegal el matrimonio interracial. Las nuevas legislaturas republicanas en seis estados derogaron las leyes restrictivas. En 1894, cuando el Partido Demócrata del Sur volvió al poder, se volvieron a imponer restricciones.
Una de las principales preocupaciones era cómo trazar la línea entre blanco y negro en una sociedad en la que los hombres blancos tenían muchos hijos con mujeres negras esclavizadas. Por un lado, la reputación de una persona como blanca o negra solía ser lo que importaba en la práctica. Por otro lado, la mayoría de las leyes usaban la regla de "una gota de sangre", lo que significaba que un ancestro negro hacía que una persona fuera negra a los ojos de la ley. En 1967, 16 estados aún conservaban leyes contra el mestizaje, principalmente en el sur de Estados Unidos.

## Procedimientos criminales
Los Loving fueron acusados bajo la Sección 20-58 del Código de Virginia, que prohibía que las parejas interraciales se casaran fuera del estado y luego regresaran a Virginia, y la Sección 20-59, que clasificaba el mestizaje como un delito grave, punible con una pena de prisión de entre uno y cinco años.
El 6 de enero de 1959, los Loving se declararon culpables de "cohabitar como marido y mujer, contra la paz y la dignidad de la Commonwealth". Fueron sentenciados a un año de prisión, con la sentencia suspendida con la condición de que la pareja abandone Virginia y no regresen juntos durante al menos 25 años. Después de su condena, la pareja se mudó al Distrito de Columbia.

### Procedimientos de apelación
En 1963, frustrada por su incapacidad de viajar juntos para visitar a sus familias en Virginia, así como por su aislamiento social y dificultades financieras en Washington, Mildred Loving escribió en protesta al Fiscal General Robert F. Kennedy. Kennedy la refirió a la Unión Americana de Libertades Civiles (ACLU). La ACLU asignó a los abogados cooperantes voluntarios Bernard S. Cohen y Philip J. Hirschkop, quienes presentaron una moción en nombre de los Loving en el Tribunal de Circuito del Condado de Caroline de Virginia, que solicitaba al tribunal que anulara las sentencias penales y anulara las sentencias de los Loving en el alegando que los estatutos de mestizaje de Virginia iban en contra de la Cláusula de Igual Protección de la Decimocuarta Enmienda.
El 28 de octubre de 1964, después de esperar casi un año por una respuesta a su moción, los abogados de la ACLU presentaron una demanda colectiva federal en el Tribunal de Distrito de EE. UU. para el Distrito Este de Virginia. Esto llevó al juez del tribunal del condado en el caso, Leon M. Bazile (1890–1967), a emitir un fallo sobre la moción de anulación pendiente desde hace mucho tiempo. Haciéndose eco de la interpretación de la raza del siglo XVIII de Johann Friedrich Blumenbach, Bazile negó la moción con las palabras:
Dios Todopoderoso creó las razas blanca, negra, amarilla, malaya y roja, y las colocó en continentes separados. Y si no fuera por la interferencia con su arreglo, no habría motivo para tales matrimonios. El hecho de que separó las razas muestra que no tenía la intención de que las razas se mezclaran.
El 22 de enero de 1965, un panel del tribunal de distrito de tres jueces pospuso la decisión sobre el caso de demanda colectiva federal mientras que los Loving apelaron la decisión del juez Bazile por motivos constitucionales ante la Corte Suprema de Virginia. El 7 de marzo de 1966, el juez Harry L. Carrico (luego Presidente del Tribunal Supremo) escribió una opinión para el tribunal defendiendo la constitucionalidad de los estatutos contra el mestizaje. Carrico citó como autoridad la decisión de la Corte Suprema de Virginia en Naim v. Naim (1955) y dictaminó que la criminalización del matrimonio de los Loving no era una violación de la Cláusula de Igual Protección, porque tanto el cónyuge blanco como el no blanco fueron castigados por igual por mestizaje, una línea de razonamiento que se hizo eco de la de la Corte Suprema de los Estados Unidos en 1883 en Pace v. Alabama. Sin embargo, el tribunal consideró que las sentencias de los Loving eran inconstitucionalmente vagas y ordenó que se vuelvan a dictar sentencias en el Tribunal de Circuito del Condado de Caroline.
Los Loving, todavía apoyados por la ACLU, apelaron la decisión de la corte suprema estatal ante la Corte Suprema de los Estados Unidos, donde Virginia estuvo representada por Robert McIlwaine de la oficina del fiscal general del estado. La Corte Suprema acordó el 12 de diciembre de 1966 aceptar el caso para revisión final. Los Loving no asistieron a los argumentos orales en Washington, pero uno de sus abogados, Bernard S. Cohen, transmitió el mensaje personal que le había dado Richard Loving: "Sr. Cohen, dígale al tribunal que amo a mi esposa, y es simplemente injusto que no pueda vivir con ella en Virginia".

## Los demandantes
Mildred Dolores Loving era hija de Musial (Byrd) Jeter y Theoliver Jeter. Se identificó a sí misma como india-Rappahannock, pero también se informó que era de ascendencia cherokee, portuguesa y afroamericana. Durante el juicio, parecía claro que se identificó como negra, especialmente en lo que respecta a su propio abogado. Sin embargo, tras su arresto, el informe policial la identificó como "india".
Richard Perry Loving era un hombre blanco, hijo de Lola (Allen) Loving y Twillie Loving. Sus familias vivían en el condado de Caroline, Virginia, que se adhirió a las estrictas leyes de segregación de Jim Crow, pero su ciudad de Central Point había sido una comunidad mestiza visible desde el siglo XIX. La pareja se conoció en la escuela secundaria y se enamoraron.
Mildred quedó embarazada y, en junio de 1958, la pareja viajó a Washington D. C. para casarse, evadiendo así la Ley de Integridad Racial de Virginia de 1924, que tipificaba como delito el matrimonio entre blancos y no blancos. Unas semanas después de que regresaron a Central Point, la policía local allanó su casa en la madrugada del 11 de julio de 1958, con la esperanza de encontrarlos teniendo relaciones sexuales, dado que el sexo interracial también era ilegal en Virginia. Cuando los oficiales encontraron a los Loving durmiendo en su cama, Mildred señaló su certificado de matrimonio en la pared del dormitorio. Les dijeron que el certificado no era válido en Virginia.

## Precedentes

Rango de fechas en que los estados de EE. UU. derogaron las leyes contra el mestizaje:
Nunca
1780 to 1887
1948 to 1967
Invalidado el 12 de junio de 1967

Antes de Loving v. Virginia, hubo varios casos sobre el tema de las relaciones sexuales interraciales. Dentro del estado de Virginia, el 3 de octubre de 1878, en Kinney v. The Commonwealth, la Corte Suprema de Virginia dictaminó que el matrimonio legalizado en Washington D. C. entre Andrew Kinney, un hombre negro, y Mahala Miller, una mujer blanca, era "inválido" en Virginia. En el caso nacional de Pace v. Alabama (1883), la Corte Suprema de los Estados Unidos dictaminó que la condena de una pareja de Alabama por sexo interracial, afirmada en apelación por la Corte Suprema de Alabama, no violó la Decimocuarta Enmienda. El sexo marital interracial se consideraba un delito grave, mientras que el sexo extramatrimonial ("adulterio o fornicación") era solo un delito menor.
En apelación, la Corte Suprema de los Estados Unidos dictaminó que la criminalización del sexo interracial no era una violación de la Cláusula de Igual Protección porque los blancos y los no blancos fueron castigados en igual medida por el delito de practicar sexo interracial. El tribunal no necesitaba afirmar la constitucionalidad de la prohibición del matrimonio interracial que también formaba parte de la ley contra el mestizaje de Alabama, ya que el demandante, el Sr. Pace, había optado por no apelar esa sección de la ley. Después de Pace v. Alabama, la constitucionalidad de las leyes contra el mestizaje que prohibían el matrimonio y las relaciones sexuales entre blancos y no blancos permaneció indiscutida hasta la década de 1920.
En Kirby v. Kirby (1921), Joe R. Kirby solicitó al estado de Arizona la anulación de su matrimonio. Denunció que su matrimonio no era válido porque su esposa era de ascendencia "negra", violando así la ley estatal contra el mestizaje. La Corte Suprema de Arizona juzgó la raza de Mayellen Kirby observando sus características físicas y determinó que era mestiza, por lo que concedió la nulidad de Joe R. Kirby.
En el caso Monks (Estate of Monks, 4. Civ. 2835, Registros de la Corte de Apelaciones de California, Cuarto distrito), la Corte Superior del Condado de San Diego en 1939 decidió invalidar el matrimonio de Marie Antoinette y Allan Monks porque se consideró que ella tenía "un octavo de sangre negra". El caso judicial involucró un desafío legal sobre los testamentos en conflicto que había dejado el difunto Allan Monks; uno antiguo a favor de una amiga llamada Ida Lee, y uno más nuevo a favor de su esposa. Los abogados de Lee acusaron de que el matrimonio de los Monks, que había tenido lugar en Arizona, no era válido según la ley estatal de Arizona porque María Antonieta era "negra" y Alan había sido blanco. A pesar del testimonio contradictorio de varios testigos expertos, el juez definió la raza de Marie Antoinette Monks basándose en la "pericia" anatómica de un cirujano. El juez ignoró los argumentos de un antropólogo y un biólogo de que era imposible distinguir la raza de una persona a partir de sus características físicas.
Monks luego desafió la ley contra el mestizaje de Arizona y llevó su caso a la Corte de Apelaciones de California, Cuarto Distrito. Los abogados de Monks señalaron que la ley contra el mestizaje efectivamente prohibía a Monks, como persona de raza mixta, casarse con cualquier persona: "Como tal, tiene prohibido casarse con un negro o cualquier descendiente de un negro, un mongol o un indio, un malayo o un hindú, o cualquier descendiente de cualquiera de ellos. Del mismo modo ... como descendiente de un negro, tiene prohibido casarse con un caucásico o descendiente de un caucásico ". Por lo tanto, el estatuto contra el mestizaje de Arizona prohibía a Monks contraer un matrimonio válido en Arizona y, por lo tanto, era una restricción inconstitucional de su libertad. Sin embargo, el tribunal descartó este argumento como inaplicable, porque el caso presentado no involucraba a dos cónyuges mestizos, sino a un cónyuge mestizo y uno blanco: "Bajo los hechos presentados, el apelante no tiene el beneficio de cuestionar la validez del estatuto .”Al desestimar la apelación de Monks en 1942, la Corte Suprema de los Estados Unidos se negó a reabrir el asunto.
El punto de inflexión llegó con Perez v. Sharp (1948), también conocido como Perez v. Lippold. En Pérez, la Corte Suprema de California reconoció que la prohibición del matrimonio interracial violaba la Decimocuarta Enmienda de la Constitución Federal.

## Efectos

### Para el matrimonio interracial
A pesar de la decisión de la Corte Suprema, las leyes contra el mestizaje seguían vigentes en varios estados, aunque la decisión las había hecho inaplicables. Los jueces estatales de Alabama continuaron haciendo cumplir su estatuto contra el mestizaje hasta 1970, cuando la administración Nixon obtuvo un fallo de un Tribunal de Distrito de Estados Unidos en Estados Unidos contra Brittain. En 2000, Alabama se convirtió en el último estado en adaptar sus leyes a la decisión de la Corte Suprema, cuando el 60% de los votantes respaldaron una enmienda constitucional, la Enmienda 2, que eliminó el lenguaje contra el mestizaje de la constitución estatal.
Después de Loving v. Virginia, el número de matrimonios interraciales siguió aumentando en los Estados Unidos y en el Sur. En Georgia, por ejemplo, el número de matrimonios interraciales aumentó de 21 en 1967 a 115 en 1970. A nivel nacional, el 0,4% de los matrimonios fueron interraciales en 1960, el 2,0% en 1980, el 12% en 2013, y el 16% en 2015, casi 50 años después de Loving.